# Ганс-Йоахім Горрер
Ганс-Йоахім Горрер (нім. Hans-Joachim Horrer; 6 лютого 1908, Дортмунд — 14 вересня 1942, Баренцове море) — німецький офіцер-підводник, корветтен-капітан крігсмаріне.

## Біографія
1 квітня 1932 року вступив на флот. З липня 1938 року — вахтовий, дивізійний і артилерійський офіцер на есмінці «Вольфганг Ценкер». Після потоплення есмінця під час Норвезької кампанії в квітні 1940 року служив в морському полку «Бергер». З липня 1940 по січень 1941 року пройшов курси підводника і командира підводного човна. З 30 січня по 25 серпня 1941 року — командир підводного човна U-555, з 25 вересня 1941 року — U-589, на якому здійснив 7 походів (разом 96 днів у морі). 14 вересня 1942 року U-589 був потоплений в Баренцовому морі південніше Шпіцбергена (75°40′ пн. ш. 20°32′ сх. д.) глибинними бомбами британського міноносця «Онслоу» і бомбардувальника «Свордфіш» з Британського ескортного авіаносця «Евенджер». Всі 44 члени екіпажу і 4 раніше підібрані пілоти люфтваффе загинули.
Всього за час бойових дій потопив 1 і пошкодив ще 1 корабель.
| Дата           | Назва корабля                     | Тип                | Тоннаж | Вантаж | Екіпаж | Загинули | Країна | Конвой |
| -------------- | --------------------------------- | ------------------ | ------ | ------ | ------ | -------- | ------ | ------ |
| 1 травня 1942  | Циолковский (пошкоджений)         | Торговий теплохід  | 2,847  |        | 41     | 27       | СРСР   | QP-11  |
| 11 жовтня 1942 | Муссон (№23) (підірвався на міні) | Військовий траулер | 417    |        | 43     | 25       | СРСР   |        |

## Звання
- Кандидат в офіцери (1 квітня 1932)
- Морський кадет (4 листопада 1932)
- Фенріх-цур-зее (1 січня 1934)
- Оберфенріх-цур-зее (1 вересня 1935)
- Лейтенант-цур-зее (1 січня 1936)
- Оберлейтенант-цур-зее (1 жовтня 1937)
- Капітан-лейтенант (1 листопада 1939)
- Корветтен-капітан (1 вересня 1942, посмертно заднім числом)

## Нагороди
- Медаль «За вислугу років у Вермахті» 4-го класу (4 роки)
- Залізний хрест 2-го і 1-го класу
- Нарвікський щит
- Нагрудний знак підводника